# Jacqueline Lichtenberg
Jacqueline Lichtenberg, née le 25 mars 1942 à Flushing à New York, est un auteur américain de science-fiction, connue aussi sous le nom de plume masculin de Daniel R. Kerns.